# 大橋 (目黒川)

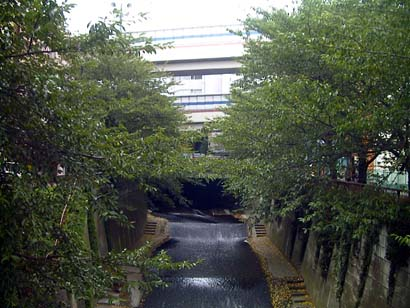
大橋（目黒川にかかる国道246号の橋）

大橋（おおはし）は、東京都目黒区大橋の目黒川に架かる国道246号（玉川通り）の橋である。

## 概要
上には首都高速道路3号渋谷線が通っている。目黒川は、この橋から下流が開渠である。新宿区の東京都下水道局落合処理場の高度処理水が放流されている。

## 歴史
記録に残る最初の架橋については、文化・文政期に編まれた『新編武蔵風土記稿』の「上目黒村」の項に、『大橋目黒川ニ架ス、土橋ニテ長サ七間幅九尺、此橋ノ傍ニ水車アリ、文化年中、村民勘右衛門ト云者願上テツクレリ』とある。往時は、矢倉沢往還（大山街道）上での道しるべとなる地点の一つでもあった。